# 朱存極
秦王朱存極（？—1646年5月23日）是明朝秦肅王朱誼漶之子，為第十五任秦王。《明史》未有記載他的襲封，但在《明實錄》中有他封郡王的記錄，而《明史》及《南明史》均誤作為其兄長秦世子的名字朱存樞。據《陝西通志》，他在崇禎十四年（1641年）襲封秦王，崇禎十六年（1643年）降李自成，崇禎十七年（1644年）降清。朱存極在順治三年（隆武二年，1646年）五月與弘光帝及其他明朝藩王一同遭到清朝處決，後其弟朱存𰘌由趙榮貴立為秦王。
《清初内国史院满文档案译编》中册多尔衮《进山海关大破贼兵捷音奏闻》将其名误作朱顺吉。
| 無 原因：明政府封之 | 明某國國王 ？年－1641年   | 無 原因：襲封秦國，封國廢除 |
| 前任： 兄景王朱存機 | 明秦國國王 1641年－1643年 | 繼任： 弟朱存𰘌             |